# Матюшин, Владимир Алексеевич
Владимир Алексеевич Матюшин (род. 9 июня 1945, Алатырь, Чувашская АССР) — советский и российский инженер, кандидат технических наук (1975). Лауреат Государственной премии Российской Федерации (2001).

## Биография
Окончил Алатырский железнодорожный техникум (1963), Московский институт инженеров транспорта (1969), там же аспирантуру (1974).
С февраля 1975 работал в Московском метрополитене – электродепо «Красная Пресня».
В 1977 организовал и возглавил Центральную лабораторию надёжности и диагностики вагонов метро.
В 1984 приглашён во Всесоюзный НИИ железнодорожного транспорта, где заведовал лабораторией «Вагоны метрополитенов». С 1987 руководит созданным им «Регистром сертификации на федеральном железнодорожном транспорте».
В 1997 году получил премию правительства России за участие в создании и освоении производства пригородного электропоезда ЭД2Т модели 62-233 с новым базовым вагоном длиной 21,5 метра.
В 2012 году получил премию правительства России за участие в проекте «Разработка сталей, технологии изготовления, внедрение комплекса инновационных проектов и освоение массового производства железнодорожных колес повышенной эксплуатационной стойкости для вагонов нового поколения».

## Семья
Брат — Г. А. Матюшин — Лауреат премии Совета Министров СССР (1989), почётный гражданин города Алатырь (2011).

## Награды
- Заслуженный работник транспорта Российской Федерации (2007);
- Лауреат премии Правительства Российской Федерации в области науки и техники (дважды: 1997, 2012[1]);
- Лауреат Государственной премии Российской Федерации (2001) — за создание и освоение производства вагонов метрополитена «Яуза» как базовой конструкции рельсового подвижного состава нового поколения для транспортных комплексов городов.
- Знак «Почетный железнодорожник»
- Знак «Лидер экономического развития».